# Borve Hill
Borve Hill (gälisch: Cnoc Bhuirgh, 85 m) ist nach Beinn Shleibhe (93 m) der zweithöchste Hügel auf der schottischen Hebrideninsel Berneray. Mit dem 400 m südwestlich gelegenen Borve und dem 200 m östlich gelegenen Rushgarry befinden sich beide Siedlungen der Insel nahe Borve Hill, der im südlichen Teil der Insel liegt. Vor seiner Westflanke liegt mit Loch Beag Bhuirgh eines der zwei natürlichen Süßwasserreservoirs Bernerays. Auf Borve Hill befindet sich ein Sendemast.

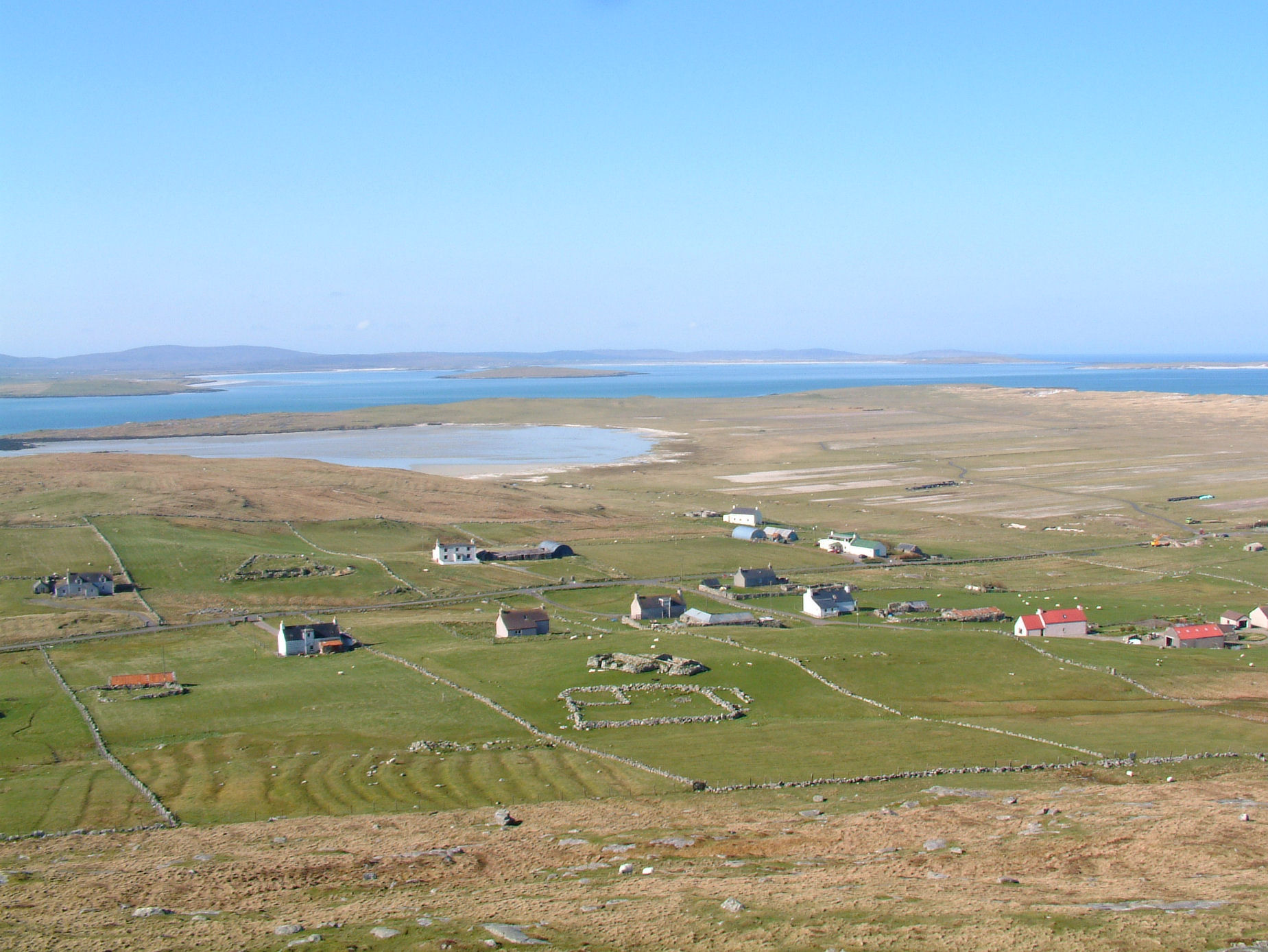
Blick vom Borve Hill in südwestlicher Richtung über Borve und Loch Borve
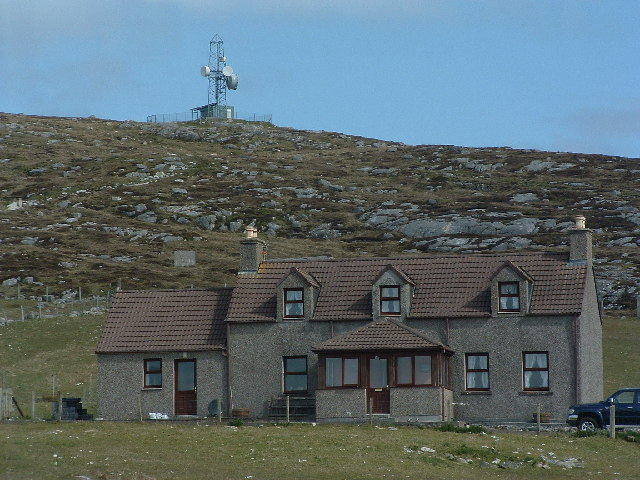
Sendemast auf Borve Hill